# Ataui Deng
Ataui-Deng Hopkins, còn được gọi là "'Ataui Deng"' (sinh ngày 3 tháng 11 năm 1991) là một người mẫu người Mỹ gốc Sudan, bắt đầu sự nghiệp thời trang của mình ở tuổi 17 vào năm 2008. Là cháu gái của Alek Wek, cô bắt đầu sự nghiệp của mình liên kết với người dì nổi tiếng hơn của cô mặc dù cuộc sống tuổi trẻ của cô nhanh chóng trở thành khía cạnh mà giới truyền thông tập trung vào. Cô xuất thân là người Dinka ở Nam Sudan, và di dời đến San Antonio, Texas năm 2004, chỉ một năm trước khi Nội chiến Sudan lần thứ hai kết thúc. Cô ấy hiện đang  sống ở thành phố New York.

## Tuổi thơ
Deng được sinh ra ở Khartoum ở Sudan. Cô đã thoát khỏi cuộc nội chiến Sudan lần thứ hai với cha mẹ và di cư đến San Antonio, Texas.

## Nghề nghiệp
Cô đến San Antonio năm 12 tuổi, bốn năm sau cô ký hợp đồng với công ty người mẫu Trump và chuyển đến New York. Cô ra mắt với tư cách là người mẫu runway vào tháng 9 năm 2008 cho show thời trang mùa xuân của Jeremy Laing, Kai Kuhne, L'Wren Scott, Proenza Schouler và Zac Posen tại New York. Cô đã được Jeremy Kost quay ở hậu trường tại show Zac Posen cho tạp chí New York. Cô đã bỏ qua các tuần lễ thời trang ở châu Âu vào năm 2008 để hoàn thành chương trình trung học ở Texas. Cô đã xuất hiện trên tạp chí Teen Vogue nhiều lần. Cô cũng đã được chụp bởi Tibi Clenci. Năm mười tám tuổi, cô nổi tiếng vì ngã trên sàn runway cho Z Spoke của Zac Posen.

### Hình ảnh
Ataui Deng là một trong bộ ba người mẫu Dinka nổi tiếng, hai người còn lại là dì của cô, Alek Wek và người bạn thân nhất của cô, Ajak Deng.

## Đời sống cá nhân
Deng là bạn thân với người mẫu Úc gốc Sudan Ajak Deng, người đôi khi bị nhầm là chị gái. Cô là cháu gái của người mẫu runway, Alek Wek. Cô hiện đang sống ở Brooklyn, New York. [11] Cô được trình báo mất tích vào ngày 8 tháng 8 năm 2014. Vào ngày 18 tháng 8 năm 2014, cô được tìm thấy trong một bệnh viện ở New York sau khi được trình cáo mất tích trong 10 ngày.